# Піонен
59°18′45″ пн. ш. 18°05′08″ сх. д. / 59.31238611° пн. ш. 18.08549722° сх. д.
Піонен — це колишній центр цивільної оборони, побудований у Білих горах, район Седермальм у Стокгольмі, Швеція, у 1943 році для захисту основних функцій уряду. Адреса дата-центру Pionen: Renstiernas gata 35 і 37.

## Загальний опис
Шведський інтернет-провайдер Bahnhof перетворив його на центр обробки даних. Він був відкритий 11 вересня 2008 року, і Bahnhof далі використовує цей об'єкт. Оскільки він похований під горою, захищений дверима завтовшки 40 сантиметрів і доступний лише через вхідний тунель, центр обробки даних здатний витримати вибух водневої бомби. Центр обробки даних Pionen також є центром спільного розміщення. У 2010 році WikiLeaks використовував служби спільного розміщення Pionen для зберігання своїх серверів. 70 тис. кв. метрів. Має кілька рівнів захисту, включно з броньованими дверима, датчиками руху та пристроєм пожежогасіння. Також його підключено до системи автономного енергопостачання, що дає змогу й далі працювати в разі відключення електроенергії.

## Навколишнє середовище
Pionen — це центр обробки даних на глибині 30 метрів граніту з трьома фізичними лініями передачі даних на гору. Крім того, Pionen розташований у центрі Стокгольма, займаючи площу 1100 квадратних метрів. У Pionen є фонтани, оранжереї, імітація денного світла та величезний акваріум із солоною водою. Центр обробки даних має два резервних генератори електроенергії, які насправді є двигунами підводних човнів.
Раніше він розміщував WikiLeaks.